# Kouame Autonne
Kouame Autonne (Ouragahio, 22 de septiembre de 2000) es un futbolista marfileño, nacionalizado emiratí, que juega en la demarcación de defensa para el Al Ain FC de la UAE Pro League.

## Selección nacional
Hizo su debut con la selección de fútbol de Emiratos Árabes Unidos el 5 de septiembre de 2024 en un encuentro de clasificación para la Copa Mundial de Fútbol de 2026 contra Catar que finalizó con un resultado de 1-3 a favor del combinado emiratí tras un gol de Ibrahim Al-Hassan para Catar, y de Khaled Ibrahim y Harib Abdalla para el combinado emiratí.

## Clubes
| Club             | País                   | Año       | Partidos | Goles |
| ---------------- | ---------------------- | --------- | -------- | ----- |
| Khor Fakkan Club | Emiratos Árabes Unidos | 2019-2021 | 38       | 2     |
| Al Ain FC        | Emiratos Árabes Unidos | 2021-     | 133      | 13    |